# Kojsjön (Jokkmokks socken, Lappland, 739700-171293)
Kojsjön är en sjö i Jokkmokks kommun i Lappland och ingår i Luleälvens huvudavrinningsområde.